# Virgen de la Esperanza

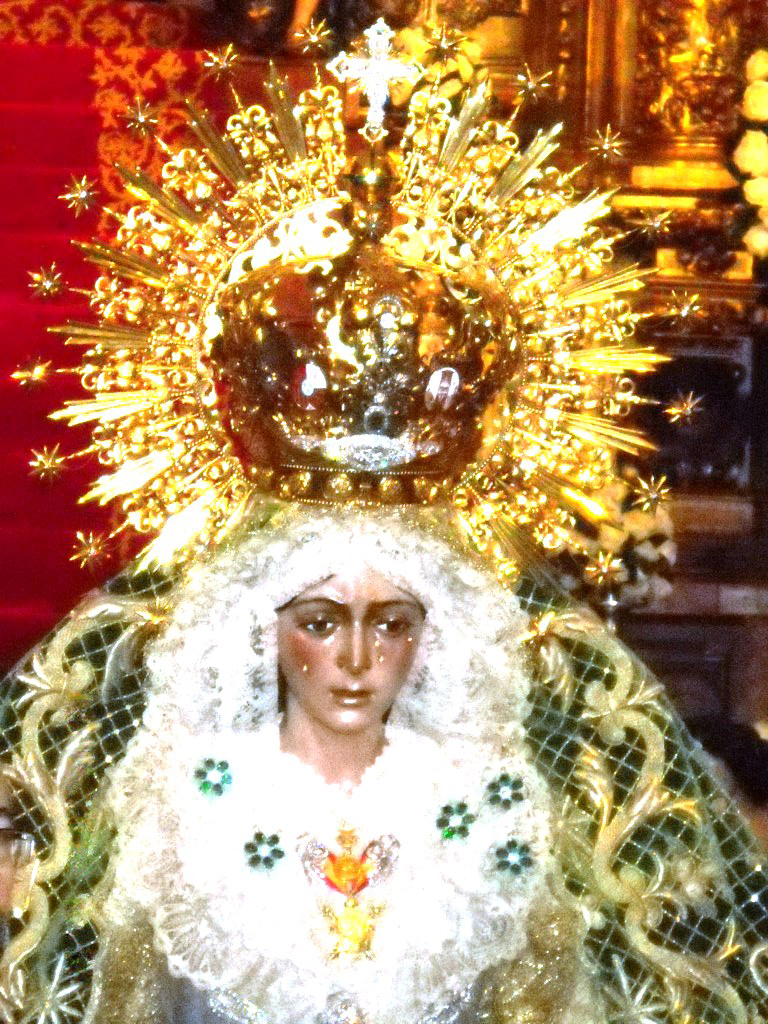
Virgen de la Esperanza Macarena

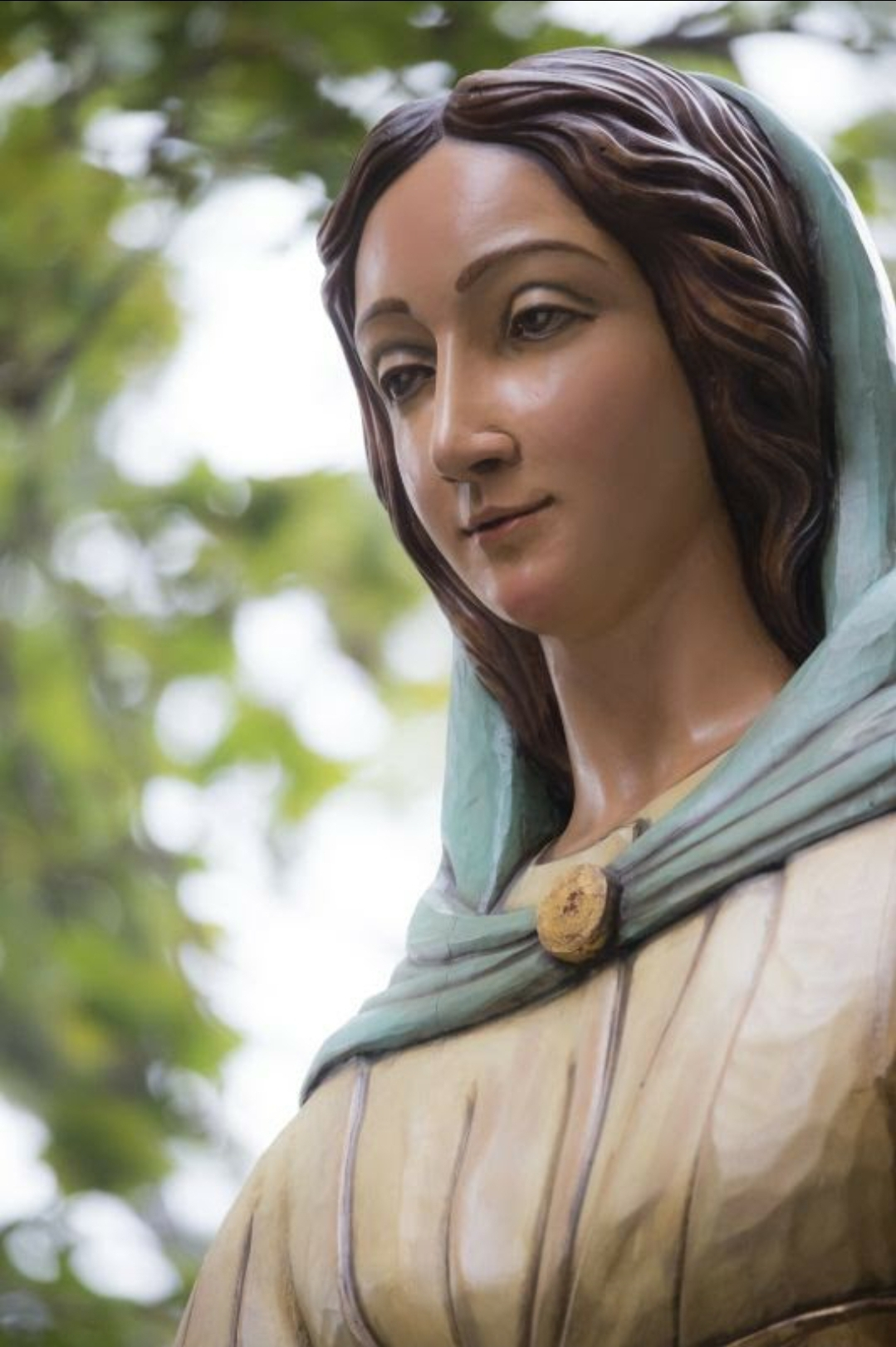
Virgen de la Esperanza y del Consuelo

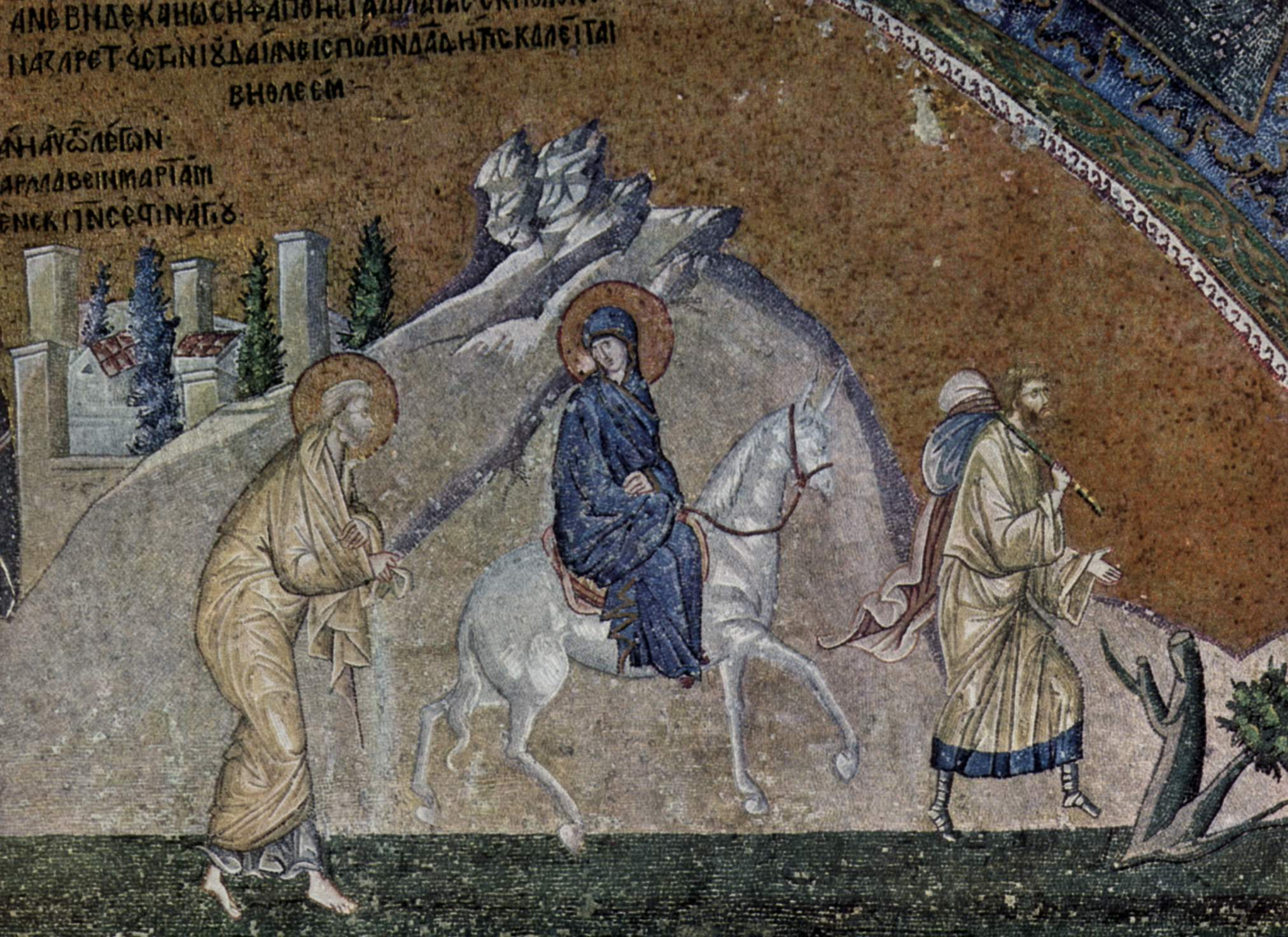
La Virgen, embarazada, se dirige con San José a censarse, primero a Jerusalén y luego a Belén, donde nacerá el Niño Jesús. Mosaico bizantino del, iglesia de San Salvador en Chora.

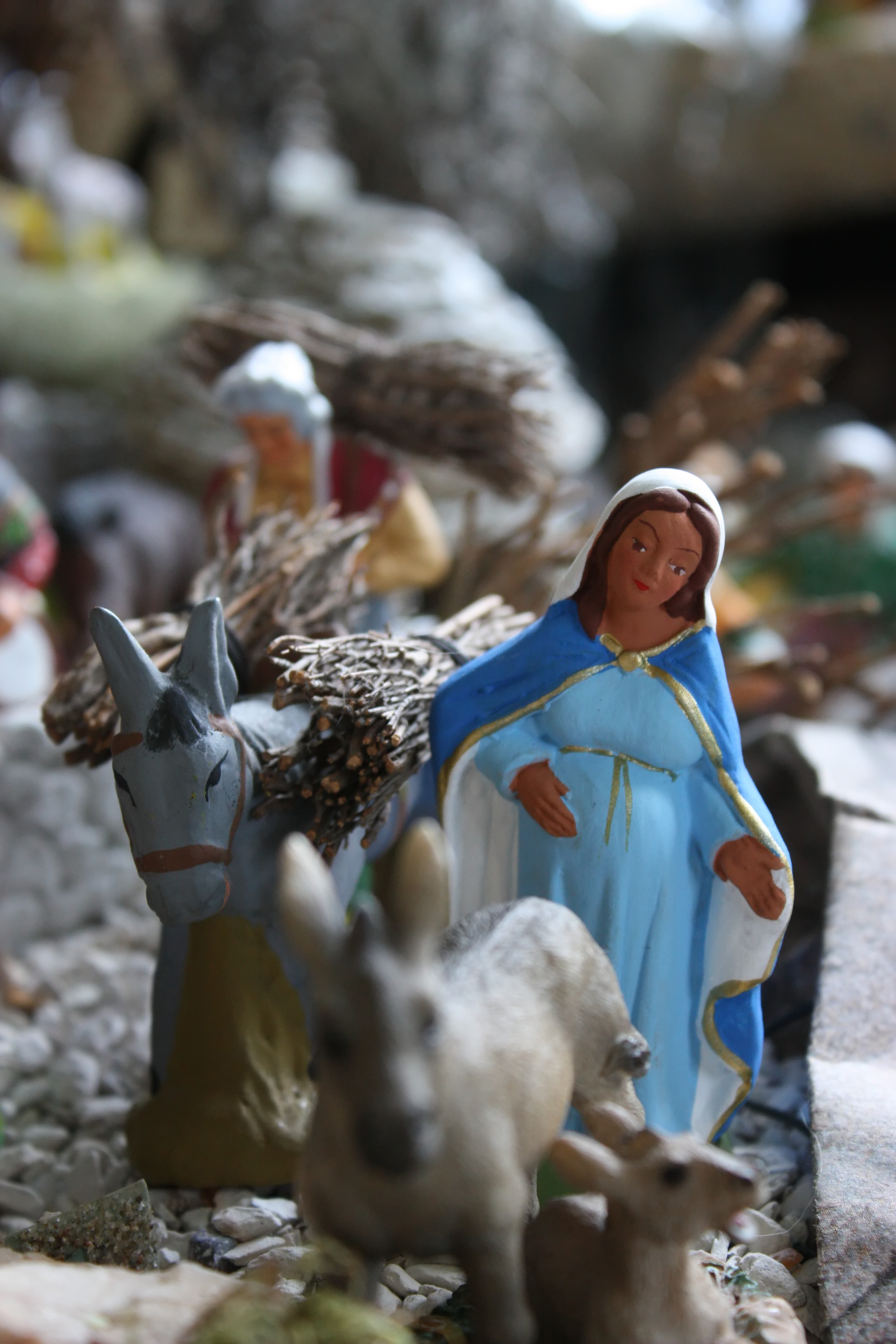
Figurilla de arte popular que representa a la Virgen embarazada y caminando.

Virgen de la Esperanza, Virgen encinta, Virgen de la Divina Enfermera, Virgen de la Dulce Espera o Virgen de la O es una advocación mariana en la que se la asocia con el Adviento o espera de la Natividad de Cristo (además de con la virtud teologal de la esperanza); el período en que la Virgen María estaba embarazada (en latín Maria Gravida o Virgo Gestans).

## Historia y tradiciones
La razón del nombre "O" es la exclamación admirativa "oh", que inicia las antífonas del cántico evangélico en la oración de Vísperas desde el 17 al 23 de diciembre, las llamadas Antífonas mayores o Antífonas de Adviento. Así, por ejemplo, Oh Sabiduría que brotaste de los labios del Altísimo (día 17). También se refiere como origen de la denominación el aspecto iconográfico de la Virgen de la Buena Esperanza representada frecuentemente con un círculo en el abdomen simulando el embarazo, en el que en ocasiones se sitúa el feto de Jesús dibujado o esculpido, y cuyo borde semeja una O, aunque esta ha desaparecido en la iconografía moderna.
Entre los pasajes evangélicos que incluyen escenas del periodo de embarazo de la Virgen (desde la Anunciación hasta el viaje para censarse, primero a Jerusalén y finalmente a Belén) se encuentra el de la Visitación: el encuentro entre María y su prima Isabel, que también estaba embarazada (de Juan el Bautista).
Es un tema frecuente en el arte y entre los pasos de Semana Santa, sobre todo en los de la ciudad de Sevilla, donde hay cinco hermandades que tienen como titular mariana a la Virgen de la Esperanza. Estas son: Hermandad de la Esperanza Macarena, Hermandad de la Esperanza de Triana (Nuestra Señora de la Esperanza de Triana), Hermandad de San Roque (Gracia y Esperanza), Hermandad de La Trinidad y Hermandad de La O. No hay que olvidar a la Virgen de la Divina Enfermera, titular de la Hermandad de la Lanzada, que procesiona en octubre.

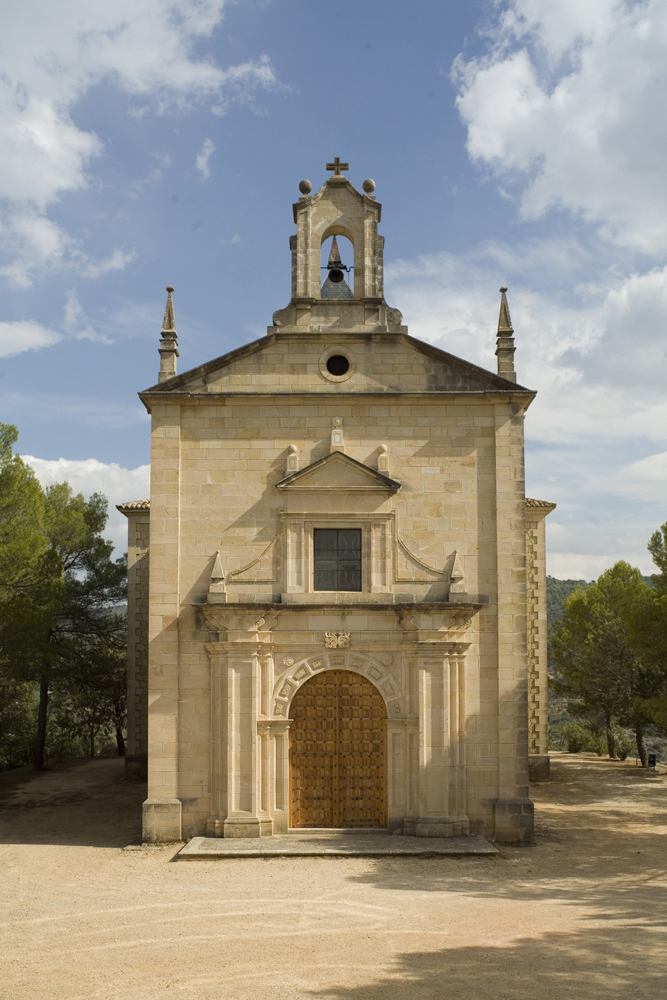
Ermita de Nuestra Señora de la Esperanza (Durón).

Fenómeno similar ocurre en la ciudad hermana de Sevilla, Málaga, donde procesionan sobre trono y bajo palio cinco vírgenes en la Semana Mayor de la ciudad con esta advocación: La Esperanza del Perchel (siglo XVII) en la Madrugá (Archicofradía del Paso y la Esperanza), Nueva Esperanza durante todo el Martes Santo (Hermandad de Nueva Esperanza ), Gracia y Esperanza en la tarde y noche del Lunes Santo (Hermandad de los Estudiantes), María Santísima de la O en la tarde del Lunes Santo (Cofradía de los Gitanos) y Virgen de los Dolores y Esperanza (siglo XVIII) durante todo el Domingo de Ramos (Hermandad de Humildad y Paciencia).
En la tierra andaluza, la advocación de la Esperanza suscita mucha devoción popular. De entre todas las Esperanza por historia, patrimonio y devoción destacan, entre otras: La Esperanza Macarena (Sevilla), La Esperanza De Triana (Sevilla), La Esperanza del Perchel (Málaga) y Nuestra Señora de la Esperanza (Granada).
La advocación a la Virgen Dolorosa de la Esperanza llegó a América traída por los primeros navegantes, conquistadores y evangelizadores. Muy arraigada en Sevilla,  esta devoción se extendió ampliamente por América. En el siglo XIX, la devoción declinaba y las apariciones de Pontmain la renovaron.
En Antigua Guatemala existe la Procesión de la Virgen de la "O", la cual se celebra cada 25 de diciembre saliendo la imagen de la Virgen desde la Escuela De Cristo (Orden Franciscana) en Antigua Guatemala y terminando en la Colonia el Manchen con gran algarabía, habiendo un rezado al finalizar y juegos pirotécnicos.

## Cofradías, tradiciones, imágenes y templos
- España:
- Hermandad Dominicana del Stmo. Cristo de la Buena Muerte, N.P. Jesús de la Pasión, Ntra. Sra. de los Dolores y Ntra. Sra. de la Esperanza (Salamanca).
- Hermandad de Cristo Resucitado y Santa María de la Esperanza y del Consuelo (Zaragoza).
- Hermandad de la O (Triana-Sevilla).
- Hermandad de la O (Fátima-Córdoba).
- Hermandad y Cofradía de Nazarenos Nuestro Padre Jesús Cautivo y María de la Esperanza (Almendralejo).
- María Santísima de la Paz y Esperanza de Pedrera (Sevilla).
- Archicofradía del Paso y la Esperanza (Málaga).
- Cofradía de Ntra. Sra. de la Esperanza.
- Hermandad de Ntra. Sra. de la Esperanza (Ávila).
- Hermandad de la Virgen de la Esperanza (Ciudad Real).
- Iglesia de la Virgen de la Esperanza de Castellet.
- María Santísima de la Esperanza de Vegueta.
- Danza de la Virgen de la Esperanza, Cumbres Mayores.
- Hermandad de Ntro. Padre Jesús Cautivo, Ntro. Padre Jesús Nazareno y María Stma. de la Esperanza (Peñarroya-Pueblonuevo).
- Hermandad de Jesús en la Columna y María Santísima de la Esperanza (Priego de Córdoba).
- Virgen de la O, patrona de Dueñas (Palencia).
- Virgen de la O, patrona histórica (popularmente, es la Virgen Peregrina) de Pontevedra.
- Cofradía de la Oración en el Huerto y Nuestra Señora de la Esperanza (Jódar)
- Hermandad de la Esperanza Macarena (Sevilla).
- Hermandad de la Esperanza de Triana (Sevilla).
- Hermandad de la Esperanza de Córdoba.
- Hermandad y Cofradía de Nazarenos del Señor Amarrado a la Columna, Cristo de la Caridad y María Santísima Madre de la Iglesia, Reina de la Paz y Esperanza Nuestra de Villanueva de Córdoba (Córdoba).
- Hdad. del Stmo Cristo de la Flagelación, Ntra. Sra. de la Esperanza y San Juan Evangelista (Arjona).
- Cofradía Nuestra Señora de La Esperanza, parroquia de El Salvador, Santa Cruz de La Palma (Canarias).
- María Santísima de la Esperanza de Ronda (Málaga), parroquia de San Cristóbal.
- Hermandad Penitencial de Ntro Padre Jesús de la Sentencia, del Stmo. Cristo de la Buena Muerte y de Mª Stma., de la Esperanza (Palencia).
- Agrupación Parroquial del Santísimo Cristo del Amor y Buen Fin y María Santísima de la Esperanza Trinitaria (Zaragoza).
- Cofradía Santiago Apóstol, (Flores del Sil, Ponferrada, León).La imagen de la Virgen de la Esperanza procesiona desde el año 2003 por las calles de este barrio. La figura de La Dolorosa está tallada en madera de cedro, mide 1,70 centímetros de altura y su peso es de cien kilogramos. Su fisonomía es más bien de tipo castellano y su policromía es exquisita. Su manto y toca están bordados en oro.
- Cofradía Ferroviaria del Descendimiento, Stma Virgen de las Angustias y Ntra Sra de la Esperanza. Mérida, Badajoz.

- América:
- Estación Misionera Franciscana María Madre de la Esperanza (Rosario- Argentina).[2]
- Parroquia Nuestra Señora de la Esperanza (Cali - Colombia).
- Capilla Nuestra Señora de la Esperanza de Bicentenario (Caracas- Venezuela).[3]
- Parroquia "Nuestra Señora de la Esperanza" en Esperanza, Provincia de Villa Clara, (Cuba).
- Nuestra Señora de la Esperanza de Lima (Perú).
- Parroquia Nuestra Señora de la Esperanza (Panamá, Panamá).
- Parroquia Ntra.Sra. de la Esperanza de Valverde (República Dominicana).

- Asia:
- Nuestra Señora de la O, parroquia de la Natividad de Nuestra Señora, Pangil (Laguna, Filipinas).

## Patronazgos

### España
La Virgen de la Esperanza es la patrona del municipio de La Guancha en la isla de Tenerife.
Es la patrona de Logroño, y de la ciudad de Pontevedra (la Virgen Peregrina es la patrona de la provincia).
El día de la Virgen de la Esperanza es el 18 de diciembre.

## Antropónimo
- Esperanza y María de la O son nombres femeninos.

## Topónimo
- Colonia Virgen de la Esperanza, Madrid

## Galería de imágenes

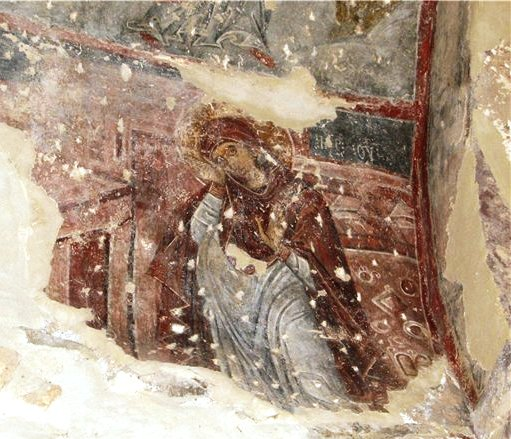
Virgen embarazada en un fresco del Monasterio de Dirbi, siglo XIII, arte bizantino
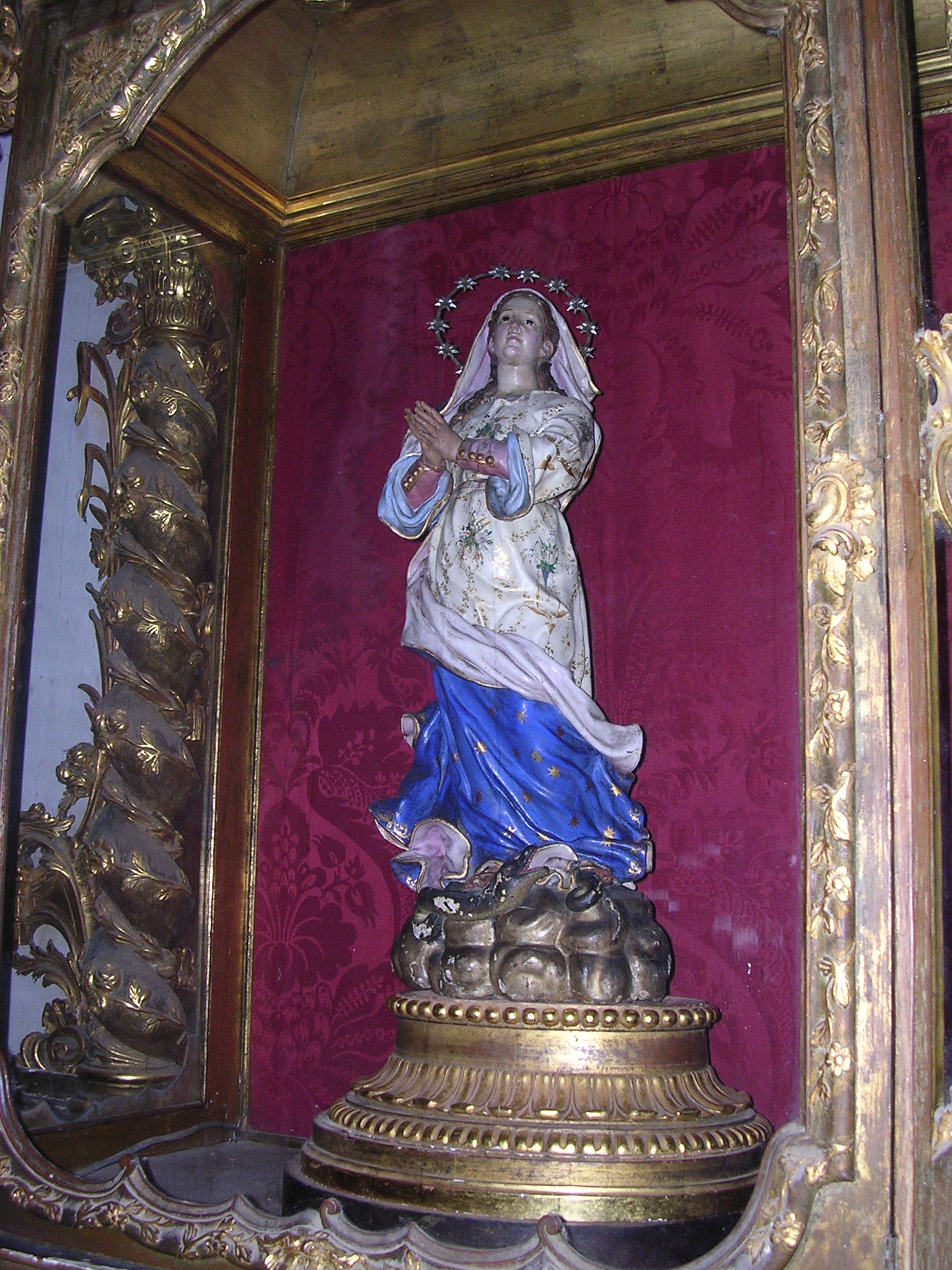
Virgen encinta en la iglesia de San Juan de los Remedios (Cuba).
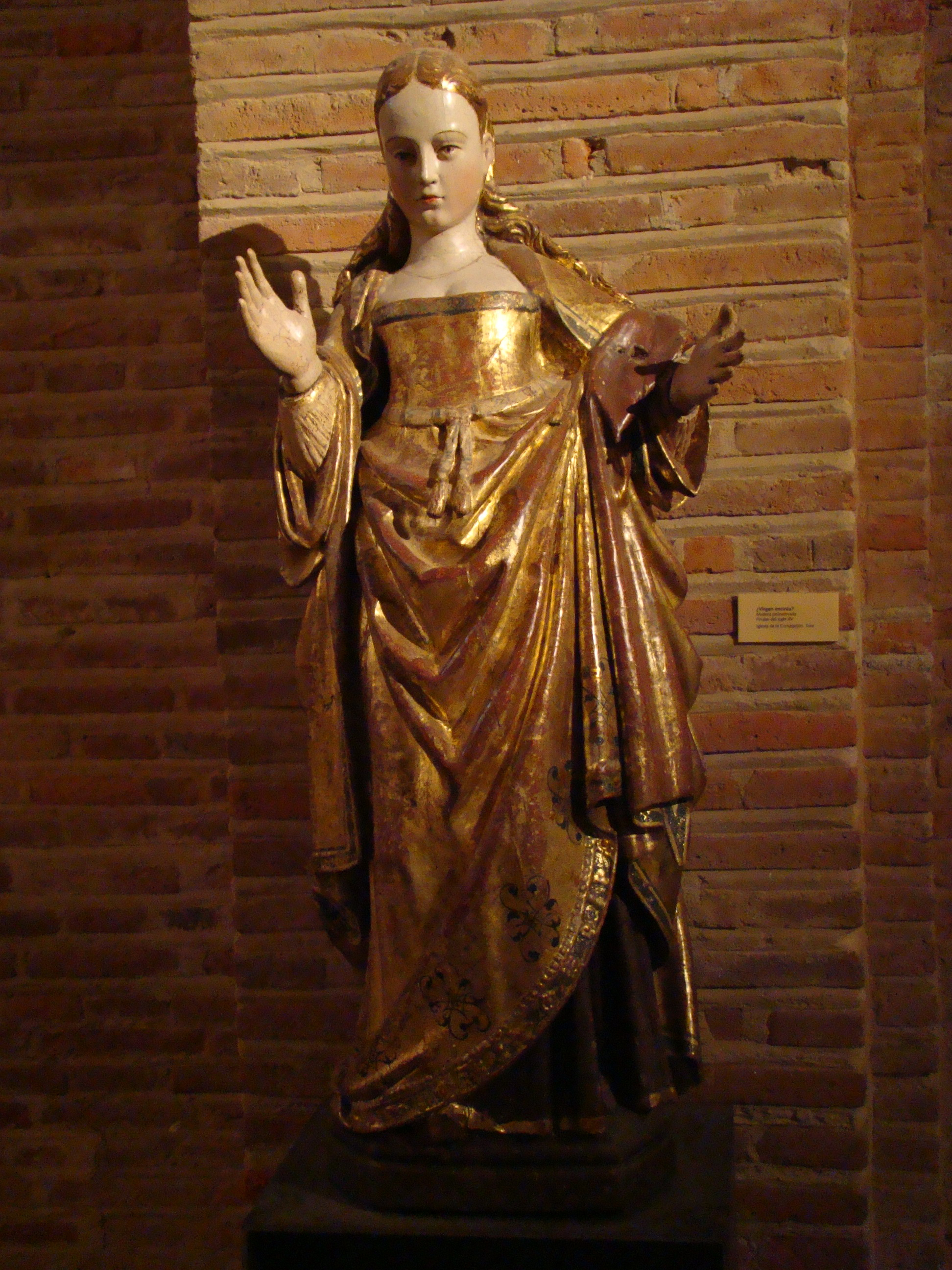
Virgen encinta de la iglesia de la Concepción (Toro), siglo XV.
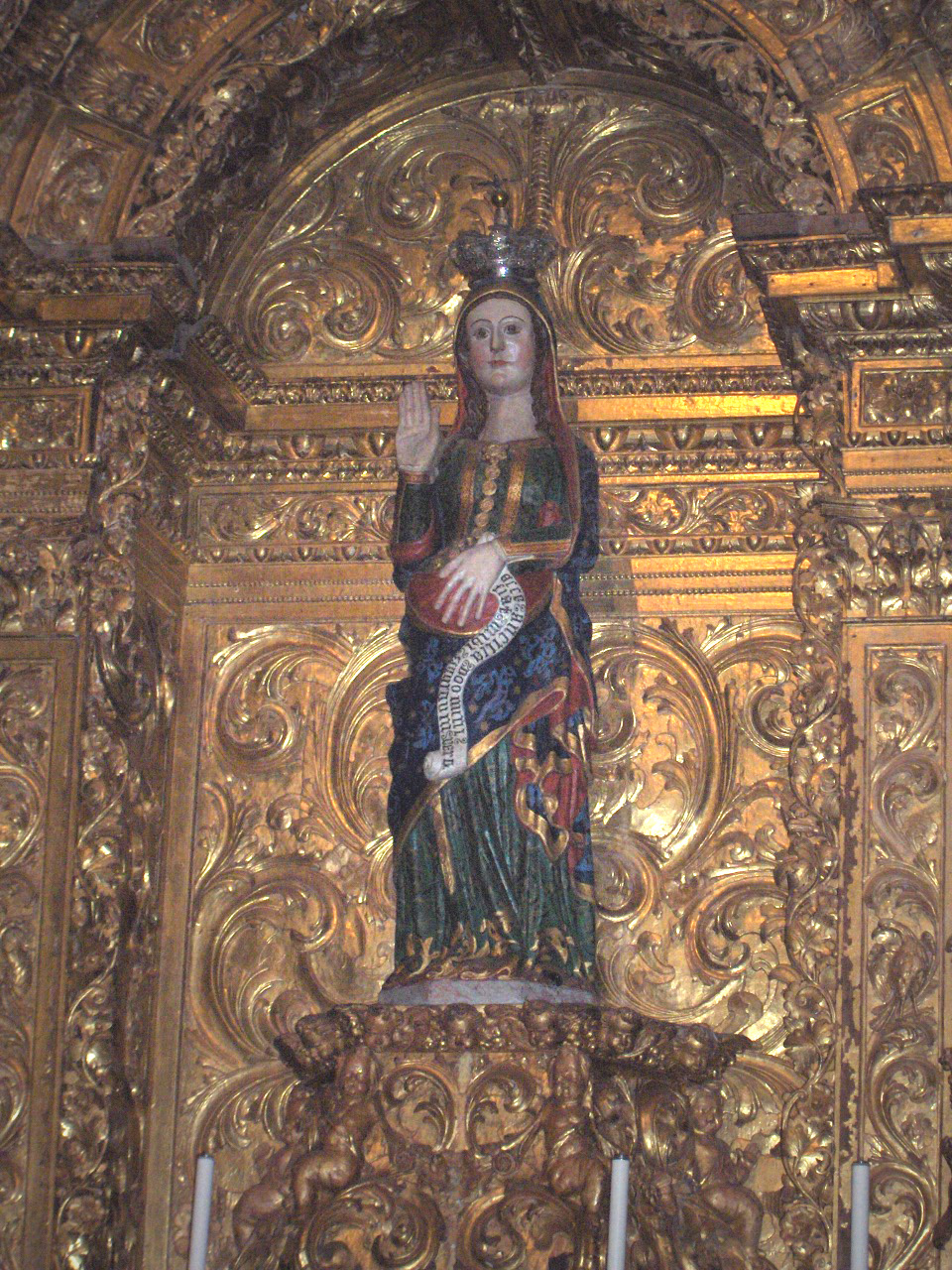
Catedral de Évora.
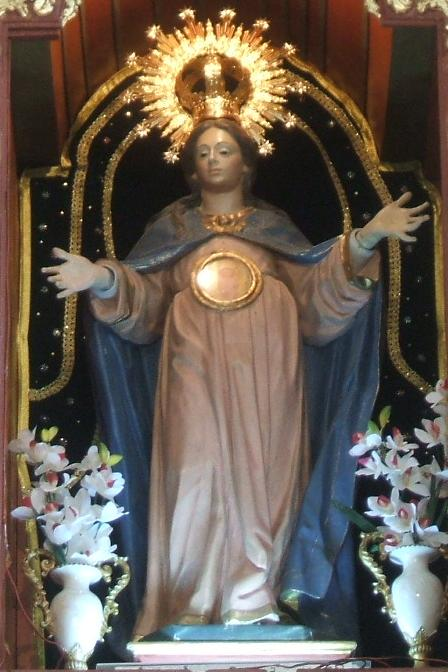
Virgen de la O, Navas del Madroño, Cáceres.
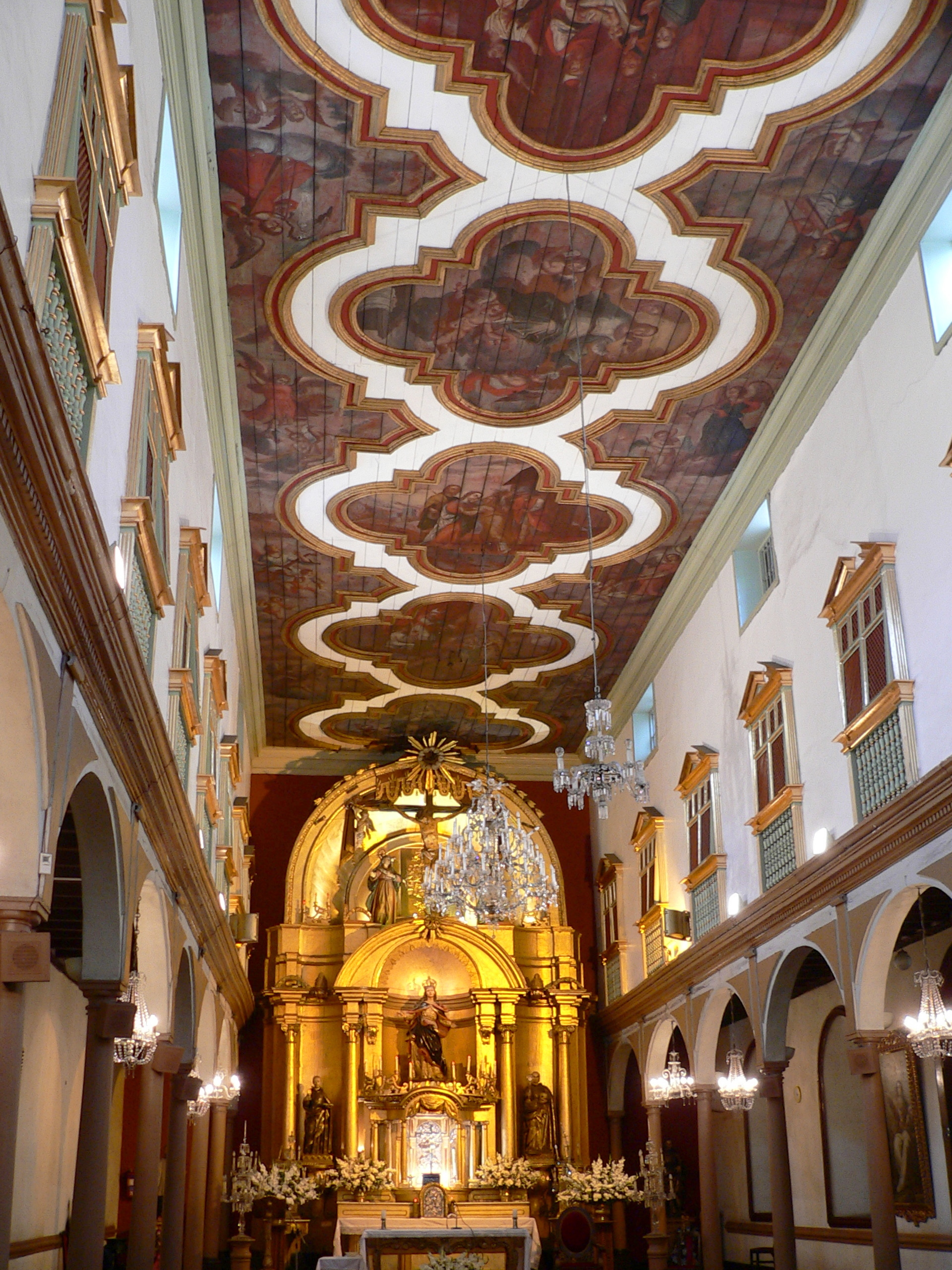
Capilla de la Virgen de la O, Basílica y Convento de San Pedro (Lima).
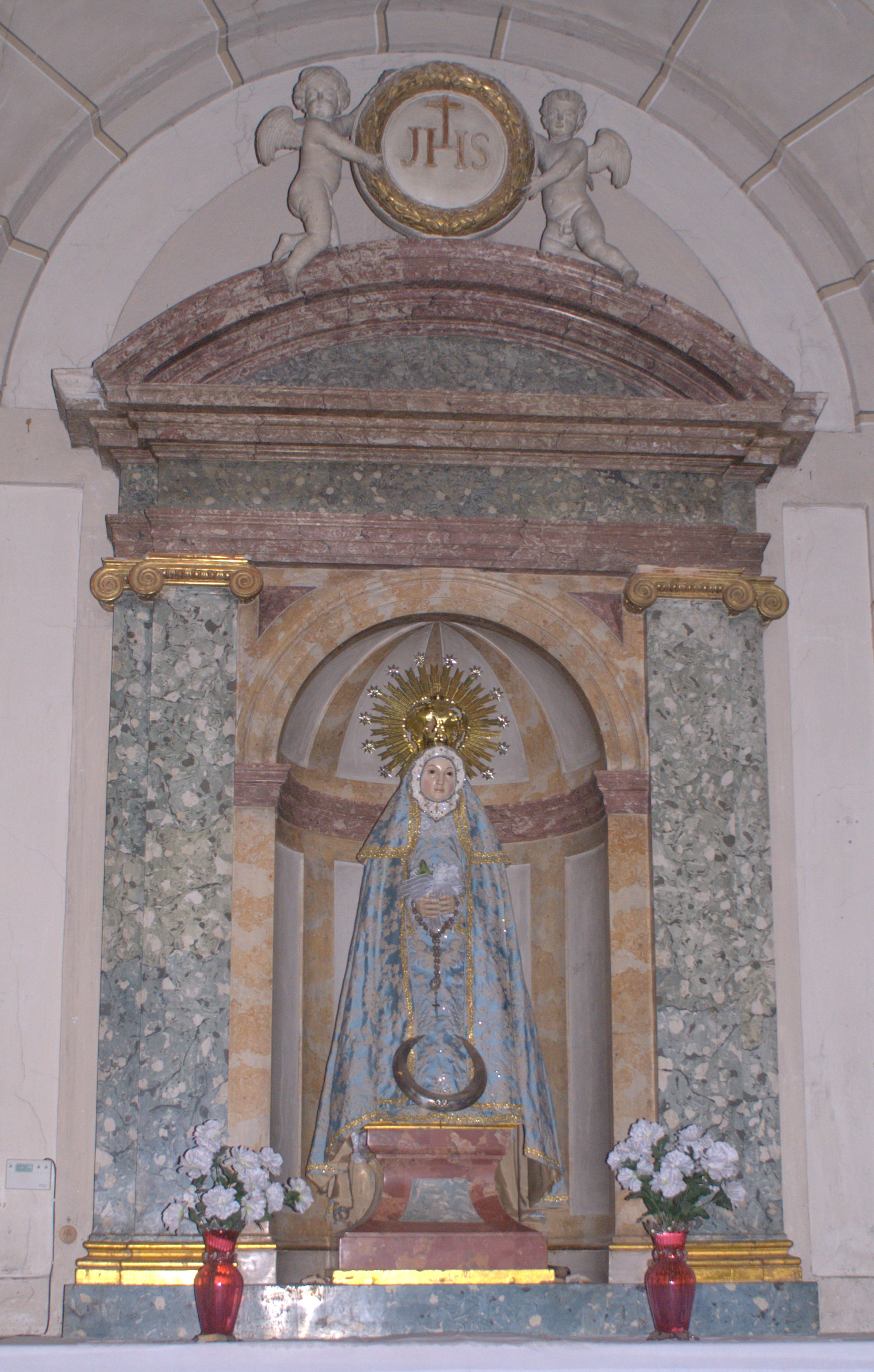
Altar de la Virgen de la O en la iglesia de Santa María Magdalena de Matapozuelos, Valladolid.
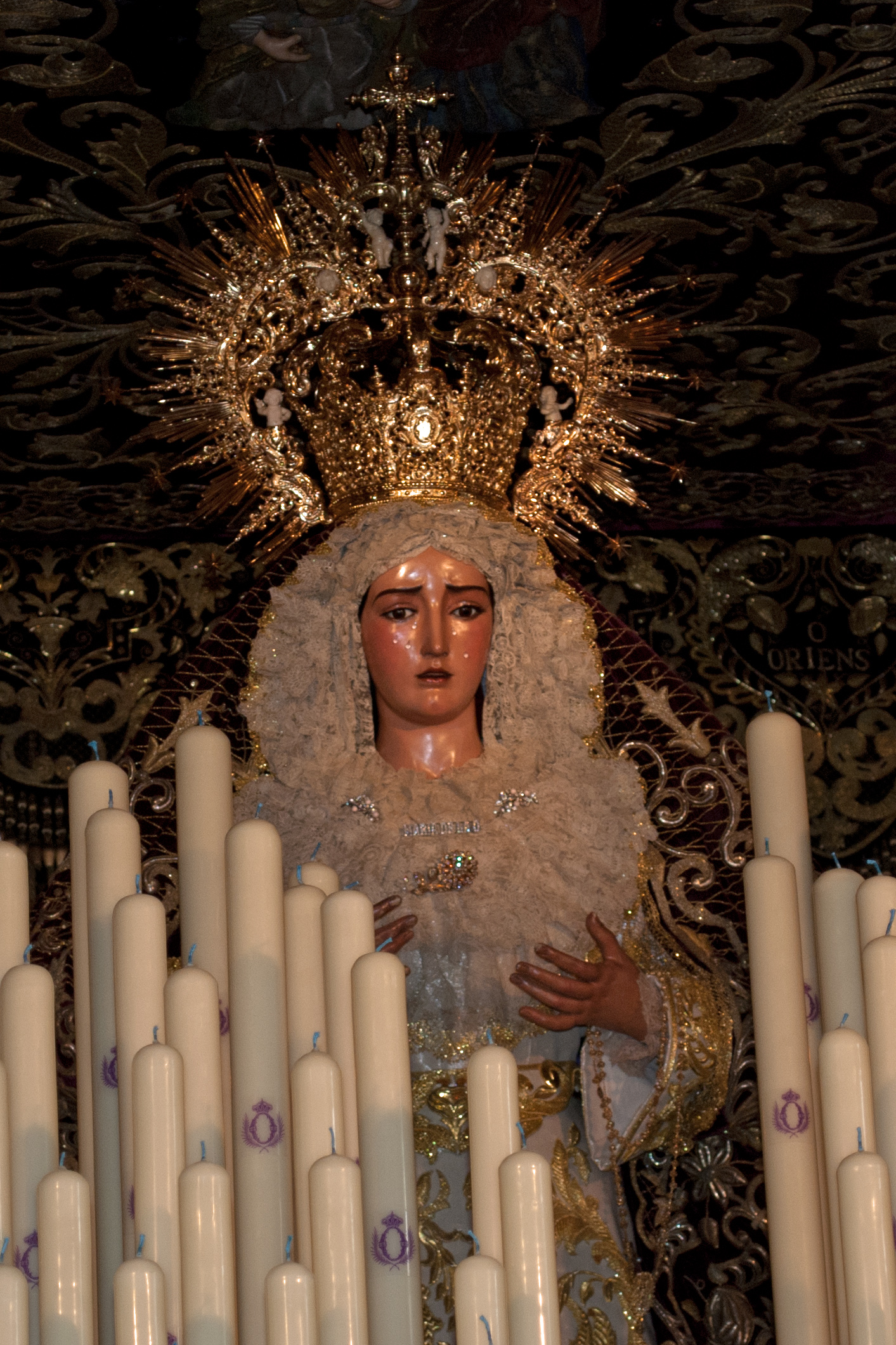
Virgen de la O de la Semana Santa de Sevilla.
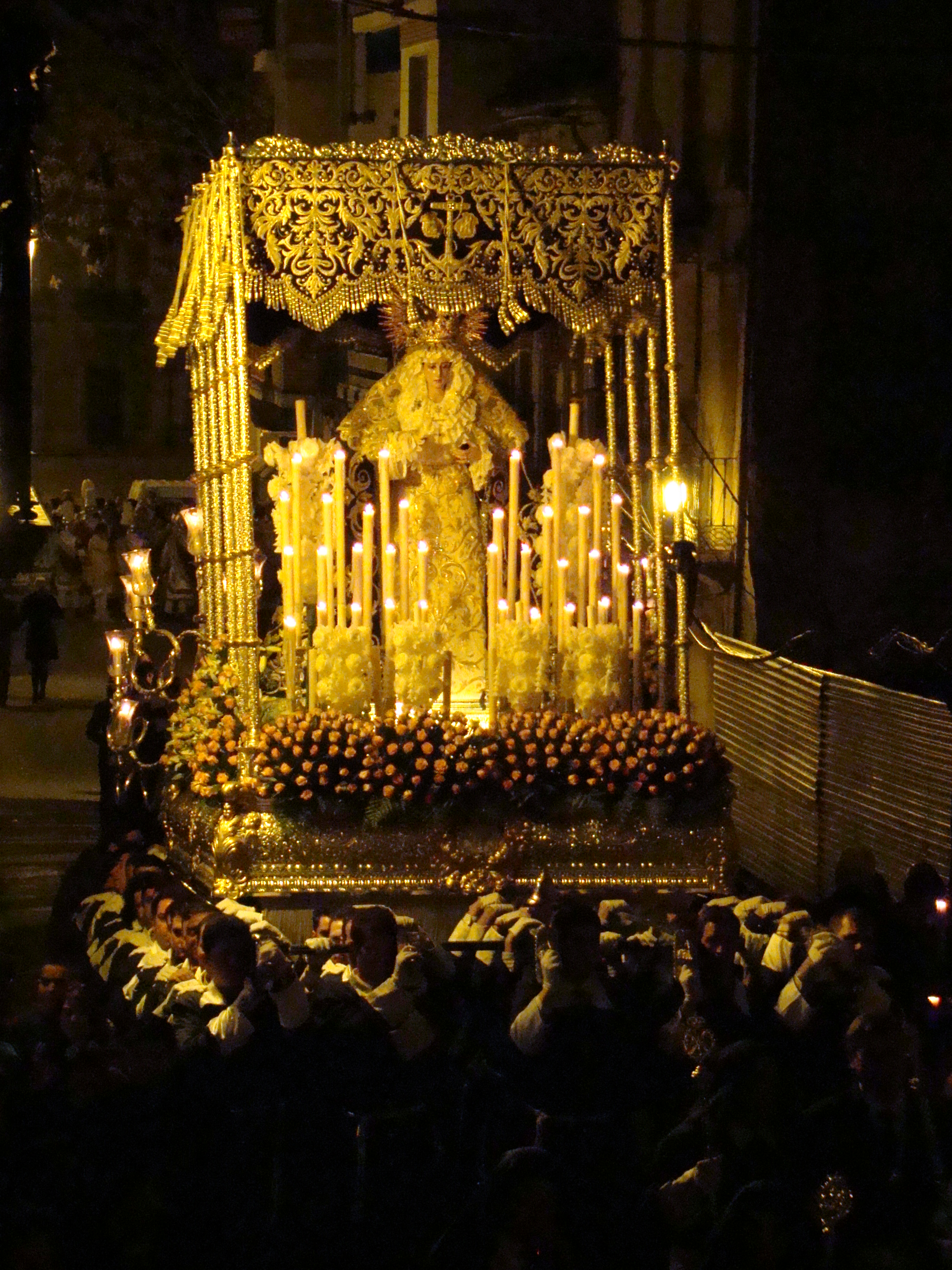
Virgen de la Esperanza de la Semana Santa de Puente Genil.
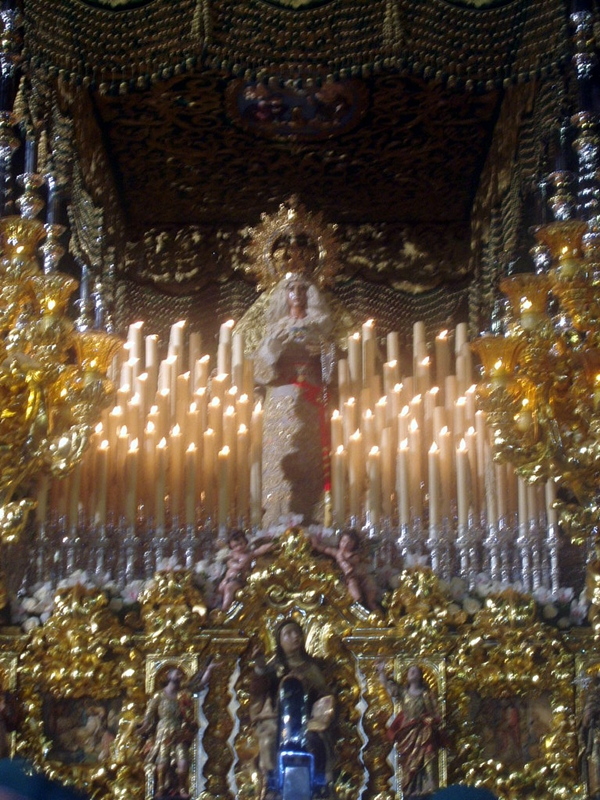
Virgen de la Esperanza de la semana santa de Málaga.

Archivo: Cofradía Santiago Apóstol- Flores del Sil E:\JOSE LUIS\Pictures\Cofradía\WhatsApp-Image-2019-04-16-at-23.00.1815.jpeg